# Distrikt San Jacinto
Der Distrikt San Jacinto ist einer der 6 Distrikte der Provinz Tumbes in der Region Tumbes im äußersten Nordwesten von Peru. Der Distrikt wurde am 24. November 1955 gegründet. Auf 598,72 km² Fläche lebten beim Zensus 2017 8512 Einwohner. Im Jahr 1993 lag die Einwohnerzahl bei 7450, im Jahr 2007 bei 8512. Verwaltungssitz ist die Kleinstadt San Jacinto mit 2628 Einwohnern (Stand 2017). San Jacinto liegt am linken Flussufer des Río Tumbes auf einer Höhe von 11 m, 8 km südlich der Provinz- und Regionshauptstadt Tumbes.
Der Distrikt San Jacinto liegt im Südwesten der Provinz Tumbes. Der Fluss Río Tumbes verläuft entlang der nordöstlichen Distriktgrenze. Im Süden erhebt sich die 1603 m hohe Cordillera de los Amotapes, die innerhalb des Nationalparks Cerros de Amotape liegt.
Der Distrikt San Jacinto grenzt im Nordwesten an die Distrikte La Cruz und Corrales, im äußersten Nordosten an den San Juan de la Virgen, im Osten an den Distrikt Pampas de Hospital, im Südosten an den Kanton Zapotillo (Provinz Loja, Ecuador) sowie im äußersten Südosten und Süden an den Distrikt Lancones (Provinz Sullana). Im Westen grenzt der Distrikt San Jacinto an die Distrikte Casitas und Zorritos (beide in der Provinz Contralmirante Villar). 

## Ortschaften im Distrikt
Neben dem Hauptort San Jacinto gibt es noch folgende Ortschaften im Distrikt:
- Algarrobillo
- Bocatoma
- Brunos
- Capitán Hoyle
- Carretas
- Casa Blanqueada
- El Álamo
- El Burro
- El Tablazo de Rica Playa
- Francos
- Higuerón
- Hualtacal
- La Capitana
- La Peña
- Los Pozos
- Maderales
- Oidor
- Pechichal
- Plateros
- Pueblo Nuevo
- Rica Playa
- Sajinos
- Saladillo
- Santa Rosa
- Teniente Astete
- Vaquería